# جوزيف إم. بيلي
جوزيف إم. بيلي هو قاضي وسياسي أمريكي، ولد في 22 يونيو 1833، وتوفي في 17 أكتوبر 1895. نشط حزبياً في الحزب الجمهوري. وقد انتخب عضو مجلس نواب إلينوي ‏.